# Lithocarpus cantleyanus
Lithocarpus cantleyanus (King ex Hook.f.) A.Camus – gatunek roślin z rodziny bukowatych (Fagaceae Dumort.). Występuje naturalnie na Borneo oraz Półwyspie Malajskim (w malezyjskich stanach Kelantan, Perak, Pahang, Selangor i Johor oraz w Singapurze). 

## Morfologia
PokrójZimozielone drzewo dorastające do 30 m wysokości. Pień jest czasem w korzeniami podporowymi.
LiścieBlaszka liściowa ma podłużnie eliptyczny kształt. Mierzy 10–31 cm długości oraz 3,5–12,7 cm szerokości, ma ostrokątną nasadę i wierzchołek od ostrego do spiczastego. Ogonek liściowy ma 12–22 mm długości. Przylistki są trójkątne, owłosione i osiągają 2 mm długości.
OwoceOrzechy o półkulistym kształcie, dorastają do 15 mm średnicy. Osadzone są pojedynczo w kubeczkowatych miseczkach.

## Biologia i ekologia
Rośnie w lasach, na wysokości do 600 m n.p.m.